# Каса (шапка)

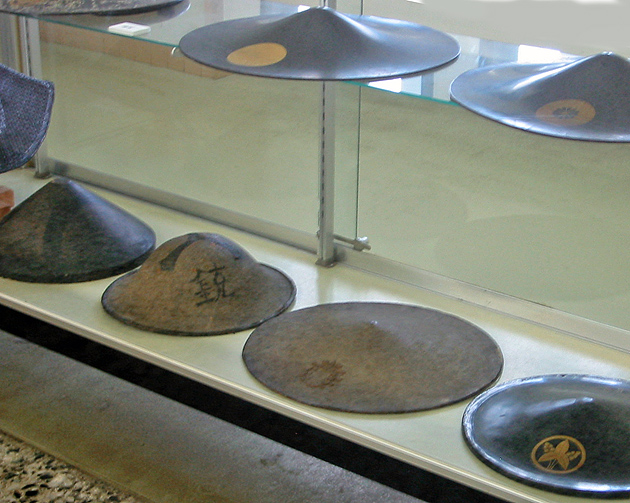
Різноманітні шапки каса в музеї замку Ґіфу.

Каса (яп. 笠) — традиційна японська грибоподібна або конусоподібна шапка, призначена для захисту голови від дощу, снігу і прямого сонячного проміння. Інколи називається «кабуріґаса» (被り笠).
Виготовляється з кори дерев, бамбука або бур'янів. Дорогі каса покриваються лаком урусі. Традиційно шапку каса носили японські простолюдини, подорожани і жінки.
Різновидом каса є «бойова каса» — дзінґаса — паперова шапка на бамбуковому каркасі, пофарбована чорнилом. Інколи дзінґаса мала металевий каркас.

## Різновиди каса
- Сандоґаса (三度笠)
- 塗笠
- 陣笠
- 編み笠
- 菅笠
- 花笠
- 市女笠
- 柳生笠
- 鳥追笠
- 浪人笠
- 托鉢笠